# Christian Fischer
Christian Fischer, född 15 april 1997, är en amerikansk professionell ishockeyforward som är kontrakterad till NHL-organisationen Arizona Coyotes och spelar för deras primära samarbetspartner Tucson Roadrunners i American Hockey League (AHL). Han har tidigare spelat på lägre nivåer för Springfield Falcons i AHL, Windsor Spitfires i Ontario Hockey League (OHL) och Team USA i United States Hockey League (USHL).
Fischer draftades i andra rundan i 2015 års draft av Arizona Coyotes som 32:a spelare totalt.

## Statistik
| 2010–2011   | Chicago Mission        | T1EHL       | 29 | 18 | 20 | 38 | 22 | — | — | — | — | — |
| 2011–2012   | Chicago Mission        | HPHL        | 23 | 14 | 17 | 31 | 14 | — | — | — | — | — |
| 2012–2013   | Chicago Mission U16    | HPHL        | 25 | 12 | 14 | 26 | 10 | — | — | — | — | — |
| 2013–2014   | Team USA               | USHL        | 34 | 11 | 12 | 23 | 6  | — | — | — | — | — |
|             | U.S. National U17 Team |             | 54 | 19 | 23 | 42 | 23 | — | — | — | — | — |
| 2014–2015   | Team USA               | USHL        | 25 | 15 | 15 | 30 | 10 | — | — | — | — | — |
|             | U.S. National U18 Team |             | 66 | 31 | 33 | 64 | 22 | — | — | — | — | — |
| 2015–2016   | Windsor Spitfires      | OHL         | 66 | 40 | 50 | 90 | 34 | 5 | 1 | 2 | 3 | 0 |
|             | Springfield Falcons    | AHL         | 6  | 2  | 1  | 3  | 0  | — | — | — | — | — |
| 2016–2017   | Arizona Coyotes        | NHL         | 3  | 2  | 0  | 2  | 0  | — | — | — | — | — |
|             | Tucson Roadrunners     | AHL         | 32 | 16 | 16 | 32 | 24 | — | — | — | — | — |
| NHL totalt  | NHL totalt             | NHL totalt  | 3  | 2  | 0  | 2  | 0  | — | — | — | — | — |
| AHL totalt  | AHL totalt             | AHL totalt  | 38 | 18 | 17 | 35 | 24 | — | — | — | — | — |
| USHL totalt | USHL totalt            | USHL totalt | 59 | 26 | 27 | 53 | 16 | — | — | — | — | — |